# 四轮香
四轮香（学名：Hanceola sinensis）为唇形科四轮香属下的一个种。其种加词“sinensis”意为“中华的”。